# 赵青
赵青（1936年11月16日—2022年12月24日），女，上海人，中国舞蹈演员，中国歌舞剧院一级演员，舞剧《宝莲灯》中三圣母的第一位扮演者，其它演出剧目还有《小刀会》、《八女颂》、《刚果河在怒吼》、《剑》、《梁山伯与祝英台》等。电影演员赵丹与第一任妻子叶露茜的女儿。